# Virginia Slims of Chicago 1989
Virginia Slims of Chicago 1989 — жіночий тенісний турнір, що проходив на закритих кортах з килимовим покриттям UIC Pavilion у Чикаго (штат Іллінойс, Сполучені Штати Америки|США). Належав до турнірів 4-ї категорії в рамках Туру WTA 1989. Турнір відбувсь увісімнадцяте і тривав з 6 до 12 листопада 1989 року. Друга сіяна Зіна Гаррісон здобула титул в одиночному розряді.

## Фінальна частина

### Одиночний розряд
Зіна Гаррісон —  Лариса Савченко 6–3, 2–6, 6–4
- Для Гаррісон це був 3-й титул в одиночному розряді за сезон і 9-й — за кар'єру.

### Парний розряд
Лариса Савченко /  Наташа Звєрєва —  Яна Новотна /  Гелена Сукова 6–4, 3–6, 6–4